# تپه آماراب
تپه آماراب در شهرستان کامیاران، روستای ماراب واقع شده و این اثر در تاریخ ۱۰ مهر ۱۳۸۰ با شمارهٔ ثبت ۴۰۰۲ به‌عنوان یکی از آثار ملی ایران به ثبت رسیده است.